# Дрягили
Дрягили — деревня в Руднянском районе Смоленской области России. Входит в состав Любавичского сельского поселения. Население — 20 жителей (2007 год). 
Расположена в западной части области в 20 км к юго-западу от Рудни, в 13 км севернее автодороги М1 «Беларусь», на берегу реки Ольшанка. В 17 км северо-восточнее деревни расположена железнодорожная станция О.п. 462-й км на линии Смоленск — Витебск. 

## История
В годы Великой Отечественной войны деревня была оккупирована гитлеровскими войсками в июле 1941 года, освобождена в октябре 1943 года.